# Csengizade Ali
Csengizade Ali (törökül: Çengizade Ali) (? – 1664, Nándorfehérvár) török pasa.
Csengizade Ali pasa boszniai család sarja volt. Kanizsai, egri, és temesvári pasa, akit 1659. év végén az Oszmán Birodalom ázsiai részébe vezényeltek. Később - 1663-ban - a horvát hadszíntéren bukkant fel, októberben Ostrovicánál serege vereséget szenvedett a Zrínyi Péter vezérelte királyi hadtól. Ellenfelei hatalmaskodással vádolták, és talán ezért, valamint az említett veresége miatt, Köprülü Ahmed nagyvezír - 1664-ben, Nándorfehérváron   - kivégeztette. Nem azonos Kösze ("Kopasz") Ali pasával, aki az 1660-ban és 1661-ben Erdély ellen vonult török had szerdárja volt, de a régebbi forrásmunkákban gyakran összetévesztettek őket, azért is, mert mind a ketten 1664-ben haltak meg, de Kösze Ali pasa természetes halállal hunyt el; továbbá, azért, mert Csengizade Ali is tartózkodott Temesváron, 1658 nyarától, 1659 végéig, ő volt a temesvári pasa.       